# Raoul (évêque de Saint-Brieuc)
Pour les articles homonymes, voir Raoul.
Raoul ou Raoul Ier  (mort en décembre 1259)  est un ecclésiastique qui fut  évêque de Saint-Brieuc de 1257 à 1259.

## Biographie
Après la mort de l'évêque de Saint-Brieuc André, le chapitre de chanoines se divise lors d'une élection contestée. Le pape Alexandre IV nomme et consacre de ses propres mains; Raoul un ancien chanoine et official du diocèse ce qu'il notifie au doyen, au chapitre et au peuple de la cité le 22 février 1257. Il exige par ailleurs que Yolande de Bretagne, sœur du duc Jean Ier de Bretagne restitue les biens temporels du diocèse qu'elle avait saisi au titre du droit de régale comme comtesse de Penthiève. 
Le duc de Bretagne charge ensuite en mai 1259 l'évêque Raoul de négocier avec le roi Henri III l'union de sa fille Béatrice d'Angleterre avec son fils et héritier Jean ainsi que la restitution du comté de Richmond. Raoul séjourne six mois en Angleterre d'où il ne revient qu'en novembre 1259. Il meurt immédiatement après car son successeur sur le siège de Saint-Brieuc l'évêque Simon est en place en janvier 1260. Si le mariage du futur Jean II de Bretagne est bien célébré à Saint-Denis dès la fin 1259 le comté de Richmond ne sera restitué à Jean Ier qu'en 1268.

## Sources
- (la) Jean-Barthélemy Hauréau, Gallia Christiana, vol. XIV Provincia Turonensi, Paris, Firmin-Didot, 1856, p. 1092 Ecclesia Briocensis XVII Radulfus I..
- (en) Catholic-Hierachy.com  Bishop Radulph †